# Franco Félix
Franco Félix (Hermosillo, Sonora, 31 de marzo de 1981) es un narrador y editor mexicano. En sus más recientes obras, Maquetas humanas, Kafka en traje de baño y Los gatos de Schrödinger se mezcla la influencia del psicoanálisis y del teatro del absurdo.

## Biografía
Nació en la capital de Sonora, Hermosillo y estudió la Licenciatura, de manera intermitente, en Literaturas Hispánicas en la Universidad de Sonora. Siendo estudiante, impulsó el taller editorial de la facultad de letras y lingüística, a través de la creación de boletines y organizaciones de eventos culturales en la misma.
En el año 2007 se mudó al Distrito Federal y trabajó por un tiempo en la revista La Tempestad. También, residió durante varios años en la ciudad fronteriza Tijuana. A pesar de que es un escritor del norte de México, su estilo narrativo no coincide con otros autores de la región, que generalmente, suelen centrar un discurso enfocado en la violencia, el narco y temas que rodean al contexto; de esta manera, a través de sus obras Franco Félix se ha caracterizado por definir una identidad propia mediante otros elementos. Ha publicado en revistas como Vice, La Tempestad, Tierra Adentro, Luvina, Pez Banana, Diez4, entre otras.
En el año 2014, gracias a una beca recibida por el Fondo Nacional para la Cultura y las Artes, viajó a Buenos Aires, Argentina, en donde trabajó en varias obras y proyectos que tenía pendientes. 
Más que un autor, Franco Félix se ha identificado primeramente como lector, interesado siempre en la búsqueda de los deseos y las pervesiones. Kafka siempre ha sido una especie de obsesión para él, así su libro publicado en el año 2015 Kafka en traje de baño es un conjunto de historias que narran ese afán por construir historias, perseguir personajes, al modo detectivesco. En su contenido se pueden observar diferentes géneros que hacen travesía en los 3 textos que contienen y que representan cada una de las obsesiones del autor: un familiar de Kafka en Hermosillo, Sonora, la historia del autismo de su primo y un viaje a Borda, un manicomio de Argentina.
Este mismo año, también presentó en la Feria Internacional del Libro de Guadalajara su segunda obra Los gatos de Schrödinger, que centra su narración en un plano de lo absurdo en el que la nada se apropia del discurso, inmoviliza a sus protagonistas, sus personajes son el Doctor Existencialista y Rábano quienes se arrastran y desean escapar: «Ninguno de los dos podía descifrar la fuente omnipotente que los había colocado en ese punto de la Tierra. Habían intentado salir antes como el primer pez del agua, acomodando la planta de sus pies sobre el suelo, pero un profundo terror se apoderó de ellos. Una fuerza intrínseca, arrojada desde sus vientres, los cimbró y regresaron al volumen vacío de sus cajas. El vértigo los hizo vomitar. Pero debían abandonar el misterio, cruzar el horror y explorar. (Félix, Franco)».
En 2024 publicó Maquetas humanas, una colección de cuentos editada por el Fondo Editorial Universidad de Sonora.

## Premios
- Segundo lugar en el Concurso Universitario Unison. Cuento. 2005, Sonora.
- Tercer lugar en el Concurso Tinta al viento. 2007, Estado de México.
- FONCA, Beca Edmundo Valadés. 2009-2010, México.
- FONCA, Jóvenes Creadores. Novela. 2011-2012.
- Segundo lugar en el concurso hispanoamericano Caza de Letras 2013.
- Concurso del Libro Sonorense 2014.
- Residencias Artísticas del Fondo Nacional para la Cultura y las Artes 2014.
- Premio Rostros de la Discriminación Conapred 2014.
- Concurso del libro Sonorense 2014, género crónica.[6]
- Premio Binacional de Novela Joven 2015 Border of Words[2]

## Obras
- Kafka en traje de baño (Nitro Press, 2015).
- Los gatos de Schrödinger (CONACULTA, 2015).
- Mil monos muertos (Benemérita Universidad Autónoma de Puebla, 2017).
- Lengua dormida (Sexto Piso, 2022).
- Maquetas humanas (Fondo Editorial Universidad de Sonora, 2024).